# 長谷站 (兵庫縣)
長谷站（日语：／ Hase eki */?）是位於兵庫縣神崎郡神河町栗字下モ所402番7號，西日本旅客鐵道（JR西日本）的播但線車站。

## 歷史
- 1895年（明治28年）
  - 1月15日 - 播但鐵道（日语：播但鉄道）寺前站至此站開通，此站啟用[1]。開始提供旅客和貨運服務。
    - 當時車站地址為兵庫縣神西郡長谷村（日语：長谷村 (兵庫県神崎郡)）栗。

  - 4月17日 - 播但鐵道（日语：播但鉄道）此站至生野站開通[1]。
- 1896年（明治29年）
  - 4月1日 - 隨著神崎郡成立，車站地址變為兵庫縣神崎郡長谷村栗。
  - 8月31日 - 遷移車站大樓[1]。
- 1903年（明治36年）6月1日 - 播但鐵道轉讓營業權至山陽鐵道，成為山陽鐵道車站。
- 1906年（明治39年）12月1日 - 根據鐵道國有法（日语：鉄道国有法），山陽鐵道被國有化，成為官設鐵道車站。
- 1909年（明治42年）10月12日 - 制定路線名稱，此站成為播但線車站。
- 1955年（昭和30年）3月31日 - 隨著大河內町（日语：大河内町）成立，車站地址變為兵庫縣神崎郡大河內町栗。
- 1963年（昭和38年）3月1日 - 結束貨物起卸業務。
- 1973年（昭和48年）4月1日 - 成為無人車站。
- 1987年（昭和62年）4月1日 - 伴隨國鐵分割民營化，車站由西日本旅客鐵道（JR西日本）營運。
- 1988年（昭和63年） - 車站大樓停止使用[1]。
- 2005年（平成17年）11月7日 - 隨著神河町成立，車站地址變為現時地址。
- 2011年（平成23年）5月25日 - 在早上7時10分，於車站內的路軌發現長30cm的石頭[2]。
- 2012年（平成24年）3月17日 ‐ 實施時間表修正，部分普通列車通過此站[3]。

## 車站構造
車站是一座設於路堤上的地面車站，設有1面2線的島式月台，可進行列車交會。此站不是一線通過結構，月台設有方向性。
此站是由福崎站管理的無人車站。此站沒有車站大樓，在車站出入口經過行人通道後即可到達月台。在成為無人車站前，在地下通道左邊樓梯處曾經設有車站大樓，在該處設有通道連接月台。後來該車站大樓沒有變成候車室，而是成為儲物室，在1990年代後半仍然保存，當時售票櫃臺被木板圍封。
截至2020年10月，此站不可使用ICOCA等IC卡。

### 月台
| 月台 | 路線   | 上下行 | 方向           |
| ---- | ------ | ------ | -------------- |
| 1    | 播但線 | 上行   | 寺前、姬路方向 |
| 2    | 播但線 | 下行   | 和田山方向     |

※靠山邊為1號月台。

## 使用狀況
根據「兵庫縣統計書」，2016年（平成28年）度1日平均乘車人次為19人。
以下為近年1日平均乘車人次列表。
| 年度   | 1日平均 乘車人次 |
| ------ | ---------------- |
| 1999年 | 91               |
| 2000年 | 87               |
| 2001年 | 75               |
| 2002年 | 60               |
| 2003年 | 55               |
| 2004年 | 49               |
| 2005年 | 51               |
| 2006年 | 55               |
| 2007年 | 42               |
| 2008年 | 41               |
| 2009年 | 35               |
| 2010年 | 32               |
| 2011年 | 27               |
| 2012年 | 20               |
| 2013年 | 17               |
| 2014年 | 16               |
| 2015年 | 15               |
| 2016年 | 19               |

## 車站周邊
- 神河町長谷分所
- 大河内發電站
- 砥峰高原（20分鐘行車距離）
- 神姬綠巴士（日语：神姫グリーンバス）巴士站

## 相鄰車站
西日本旅客鐵道（JR西日本）
 播但線
■快速
通過
■普通
寺前－長谷－生野

## 注腳
1. 1 2 3 4 5 6 7 8 9 10 11 12 13  . 神戸新聞総合出版センター. 2011-12-15: 160. ISBN 9784343006028 （日语）.
2. ↑  . 神戶新聞 (神戶新聞社). 2011-05-26: 23 （日语）.
3. ↑  . 朝日新聞 (朝日新聞社). 2012-03-09: 27（朝刊・大阪地方版／兵庫） （日语）.
4. ↑  北近畿エリアで「ICOCA」がご利用できるようになります！ （页面存档备份，存于）（日語） 西日本旅客鐵道. 2019年7月9日發表. 2020年4月23日參閲.
5. ↑  兵庫県統計書 （页面存档备份，存于）（日語）

## 外部連結
- 長谷｜車站資訊：JR出門網 - 西日本旅客鐵道（日語）